# Raymond Mays
Thomas Raymond Mays CBE (Bourne, Lincolnshire, Engleska, 1. kolovoza 1899. – Engleska, 6. siječnja 1980.) je bio britanski vozač automobilističkih utrka i jedan od osnivača English Racing Automobilesa. U Formuli 1 se prijavio za Veliku nagradu Velike Britanije 1950., ali nije nastupio. Od 1946. do 1950. nastupao je na neprvenstvenim utrkama Formule 1, a najbolji rezultat je ostvaio na utrci Jersey Road Race 1947. i 1949., kada je osvojio dva treća mjesta.

## Vanjske poveznice
- Raymond Mays - Stats F1